# Paul Henri Stroobant

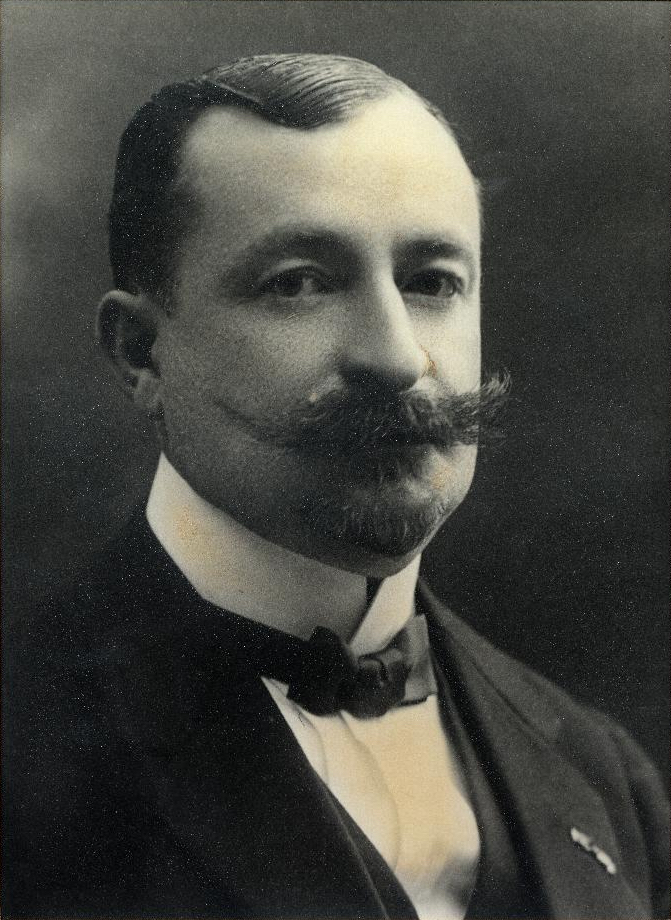
Paul Henri Stroobant (circa 1900)

Paul Henri Stroobant (* 11. April 1868 in Ixelles/Elsene; † 15. Juli 1936 in Saint-Gilles/Sint-Gillis) war ein belgischer Astronom.

## Leben und Wirken
Nach Abschluss seines Studiums der Mathematik und Physik ging Stroobant 1890 nach Paris, wo er Vorlesungen an der Sorbonne besuchte und am Pariser Observatorium arbeitete. Nach seiner Rückkehr nach Belgien wurde er Assistent am Königlichen Observatorium in Uccle/Ukkel bei Brüssel. 1918 wurde er stellvertretender Direktor und 1925 als Nachfolger von M. Lecointe Direktor des Observatoriums. Er hatte diese Position bis zu seiner Pensionierung. Außerdem war er seit 1904 Professor für Astronomie an der Université libre de Bruxelles.
Während seiner Amtszeit als Direktor des Königlichen Observatoriums wurde dessen Gerätepark grundlegend modernisiert und der Aufgabenbereich neu organisiert. Das wissenschaftliche Interesse Stroobants galt speziell den Kleinplaneten und der Untersuchung ihrer Verteilung, ihrer Zahl und Masse. Weitere Arbeitsgebiete waren die Beobachtung von Meteoriten und Asteroiden, die Planetenforschung (Saturn) und Untersuchungen zum Sonnenapex.
1908 wurde er korrespondierendes und 1913 volles Mitglied der Académie royale des Sciences, des Lettres et des Beaux-Arts de Belgique (Classe des Sciences). 1931 war er Präsident der Akademie-Klasse. Seit 1930 war er assoziiertes Mitglied der Royal Astronomical Society. 1932 wurde er zum korrespondierenden Mitglied der Académie des sciences gewählt, deren Lalande-Preis er bereits 1921 erhalten hatte.
Er war Träger des Leopoldsordens und Mitglied der Ehrenlegion. Der Asteroid (1124) Stroobantia wurde nach ihm benannt.